# Pilodeudorix caerulea
Pilodeudorix caerulea is een vlinder uit de familie van de Lycaenidae. De wetenschappelijke naam van de soort is voor het eerst gepubliceerd in 1890 door Hamilton Herbert Druce.
De soort komt voor in Senegal, Gambia, Guinee, Sierra Leone, Burkina Faso, Liberia, Ivoorkust, Ghana, Togo, Benin, Nigeria, Kameroen, Gabon, Congo-Brazzaville, Centraal Afrikaanse Republiek, Congo-Kinshasa, Zuid-Soedan, Ethiopië, Oeganda, Kenia, Burundi, Tanzania, Angola, Zambia, Malawi, Mozambique en Zimbabwe.